# 笠岡市立笠岡西中学校
笠岡市立笠岡西中学校（かさおかしりつ かさおかにしちゅうがっこう）は、岡山県笠岡市笠岡にある公立中学校。

## 沿革
- 1947年（昭和22年） - 小田郡笠岡町外3ヶ村中学校組合立笠岡西中学校として開校。
- 1952年（昭和27年） - 笠岡市外4ヶ村中学校組合立笠岡西中学校と改称。
- 1953年（昭和28年） - 笠岡市立笠岡西中学校と改称。

## 校訓
- 聡明 誠実 忍耐

## 著名な出身者
- 藤井皓哉（プロ野球選手）[2]